# Oreobates barituensis
Oreobates barituensis is een kikker uit de familie Strabomantidae. De soort komt voor in het noordwesten van Argentinië. Het is onzeker of Oreobates barituensis ook voorkomt in Bolivia.